# Manette e fiori d'arancio
Manette e fiori d'arancio (The Amazing Mr. Williams) è un film del 1939 diretto da Alexander Hall e interpretato da Melvyn Douglas e Joan Blondell.
Il regista aveva già diretto i due attori sempre nel 1939 in Una ragazza allarmante e l'anno precedente in C'è sotto una donna.

## Trama
Kenny Williams è un giovane poliziotto della squadra omicidi, fidanzato con Maxine ma talmente appassionato del suo lavoro che anche la vigilia del suo matrimonio si ritrova a risolvere tre casi misteriosi, uno dei quali lo costringe a fingersi una donna. Alcune disavventure fanno sperare invano alla ragazza che Kenny rassegnerà le proprie dimissioni. Sarà invece lei che, presa dal fascino dell'avventura, diventerà una valida collaboratrice della polizia.

## Distribuzione
Il film fu distribuito nelle sale cinematografiche statunitensi a partire dal 22 novembre 1939.

### Date di uscita
- USA (The Amazing Mr. Williams) - 22 novembre 1939
- Svezia (Den förbluffande Mr Williams) - 12 gennaio 1940
- Danimarca (Den forbløffende Mr. Williams) - 30 marzo 1940
- Messico (Un hombre inverosimil) - 11 maggio 1940
- Portogallo (Amor... a Prestações) - 3 ottobre 1940
- Spagna (Un hombre inverosimil) - 23 gennaio 1945
- Francia (L'étonnant Mr Williams) - 2 maggio 1945

## Problemi con il Codice Hays
La pellicola incontrò alcuni problemi con il cosiddetto Codice Hays, le linee guida adottate nel 1930 dalla Motion Picture Producers and Distributors of America (che sarebbe poi diventata la MPAA) e applicate a partire dal 1934, che specificavano cosa fosse o non fosse considerato "moralmente accettabile" nella produzione cinematografica.
La Production Code Administration, dopo aver letto la sceneggiatura "raccomandò" infatti alla Columbia Pictures di fare alcune modifiche:
- rimuovere le battute «I got a little apartment just around the corner» («Ho un piccolo appartamento proprio dietro l'angolo») e «Me! In drag!» («Io! Travestito!»);
- eliminare l'espressione "maniaco sessuale";
- eliminare la scena in cui Kenny accende un fiammifero dietro all'orecchio di un altro attore;
- gestire con "buon gusto" il travestimento femminile di Melvyn Douglas, evitando di mostrare il reparto intimi nella scena in cui si reca a comprare degli abiti da donna.

Inoltre, la PCA richiese di eliminare dalla sceneggiatura i dettagli del furto di una cassaforte e i riferimenti ai metodi con cui i criminali rendevano non identificabili le targhe delle auto e indossavano i guanti per nascondere le impronte digitali. Si trattava in realtà di omissioni standard per l'epoca, frutto della convinzione che mostrare tali informazioni nei film avrebbe insegnato alle persone come diventare criminali più efficienti.

## Critica
Il 19 gennaio 1940, il critico Frank S. Nugent scrisse sul New York Times: «Anche se il film non è proprio una perla d'intrattenimento, ha innegabili sprazzi di arguzia e umorismo e un pesante strato di gradevole buffoneria».
Craig Butler su AllMovie mette in evidenza la sceneggiatura «con una serie di colpi ben piazzati, dialoghi divertenti e personaggi con i quali, pur non essendo estremamente profondi, è gradevole passare il tempo», oltre che la regia di Alexander Hall che «da al film un ritmo piacevole e mette in evidenza gli aspetti comici e quelli misteriosi con buoni risultati» e la recitazione dei due protagonisti: «I due hanno una chimica definita e c'è una meravigliosa scintilla quando sono sullo schermo insieme».